# Milagros Pérez Oliva
Milagros Pérez Oliva (Grist, Baixa Ribagorça, 1955) és una periodista i professora universitària aragonesa.
Va néixer el 1955 a la població aragonesa de Grist, situada a la comarca de la Ribagorça, i situada en l'àrea de confluència del català i l'aragonès. Va estudiar ciències de la informació i actualment és redactora en cap d'opinió i membre de l'equip d'editorials del diari El País. Col·labora com a analista política en diferents programes de mitjans audiovisuals, entre ells Hora 25 de la Cadena Ser, Els matins de Televisió de Catalunya o El matí de Catalunya Ràdio. Participa com a docent de la Universitat Pompeu Fabra i des de 2008 és membre del Consell Social de la mateixa universitat.
Ha estat vicedegana del Col·legi de Periodistes de Catalunya i membre durant vuit anys del Comitè de Bioètica de Catalunya.
Va iniciar la seva activitat periodística l'any 1976 al diari El Correu Català, com a corresponsal de L'Hospitalet. Entre octubre de 1976 i abril del 1977 va treballar al setmanari progressista Arreu. El 1979 es va incorporar a El Periódico de Catalunya fins que el 1982 va passar a la redacció de l'edició catalana de El País a Barcelona, on es va especialitzar en temes de salut, ciència i biomedicina. Des d'aquest rotatiu es va dedicar a realitzar reportatges de recerca sobre el món de la salut i l'epidemiologia, destacant especialment una sèrie d'articles dedicats a la «mort digna» que va escriure com a membre de l'equip d'investigació del diari. El 1996 va ser nomenada redactora en cap. El 2005 va crear i dirigir el suplement de salut i el 2009 va ser nomenada defensora del lector, càrrec que va ocupar fins al 2012.
L'any 2006 va ser guardonada amb el Premi Nacional de Periodisme, concedit per la Generalitat de Catalunya, «per fomentar el coneixement dels temes de salut pública i epidemiologia, des d'un periodisme independent i crític». Ha estat reconeguda també amb el premi Unicef per la defensa de la infància, el de Benestar Social de l'Ajuntament de Barcelona, per la tasca social, el premi Grifols de Bioètica. L'any 2009 va obtenir el Premi Bones Pràctiques en Comunicació no Sexista que atorga l'Associació de Dones Periodistes de Catalunya, per fer un periodisme rigorós evitant estereotips de gènere.
El 2010 va rebre de la Generalitat de Catalunya la medalla Josep Trueta al mèrit sanitari. Per la seva faena d'excel·lència periodística i una trajectòria professional amb visió de gènere, el 2016 va rebre el premi Margarita Rivière, una escultura de bronze de Cinta Sabaté. Forma part de l'equip d'entrevistadors al programa Terrícoles de Betevé, entrevistant personatges diversos relacionats amb el món de la cultura.